# Sodaört
Sodaört (Salsola kali) är en art i familjen amarantväxter som förekommer i Europa. Örten är ettårig och blir mellan 10 och 40 centimeter hög. Det svenska namnet "sodaört" kommer sig av bruket förr i tiden att framställa soda (natriumkarbonat) av örten.

### Webbkällor
- Den virtuella floran
- Sodaört i Carl Lindman, Bilder ur Nordens flora (andra upplagan, Wahlström och Widstrand, Stockholm 1917–1926)